# Albertville (Minnesota)
Albertville è una città degli Stati Uniti d'America, situata in Minnesota, nella Contea di Wright.